# Třída Suribachi
Třída Suribachi byla třída muničních lodí námořnictva Spojených států amerických. Jejich úkolem bylo zásobování svazů válečných lodí municí. Byly to první americké muniční lodě postavené od doby druhé světové války. Plavidla přitom byla dostatečně rychlá, aby udržela tempo s americkými letadlovými loďmi. Celkem bylo postaveno pět jednotek této třídy. Poslední trojice někdy bývá řazena do samostatné třídy Nitro. Všechny byly vyřazeny.

## Stavba
Celkem bylo americkou loděnicí Bethlehem Shipbuilding ve Sparrows Point ve státě Maryland postaveno pět jednotek této třídy.
Jednotky třídy Suribachi:
| Jméno                 | Spuštěna          | Vstup do služby    | Status                                              |
| --------------------- | ----------------- | ------------------ | --------------------------------------------------- |
| USS Suribachi (AE-21) | 2. listopadu 1955 | 17. listopadu 1956 | Vyřazena 2. prosince 1994.                          |
| USS Mauna Kea (AE-22) | 3. května 1956    | 30. června 1957    | Vyřazena 30. června 1995, potopena jako cvičný cíl. |
| USS Nitro (AE-23)     | 25. června 1958   | 1. května 1959     | Vyřazena 28. dubna 1995.                            |
| USS Pyro (AE-24)      | 5. listopadu 1958 | 24. července 1959  | Vyřazena 1994, sešrotována.                         |
| USS Haleakala (AE-25) | 17. února 1959    | 3. listopadu 1959  | Vyřazena 1993.                                      |

## Konstrukce

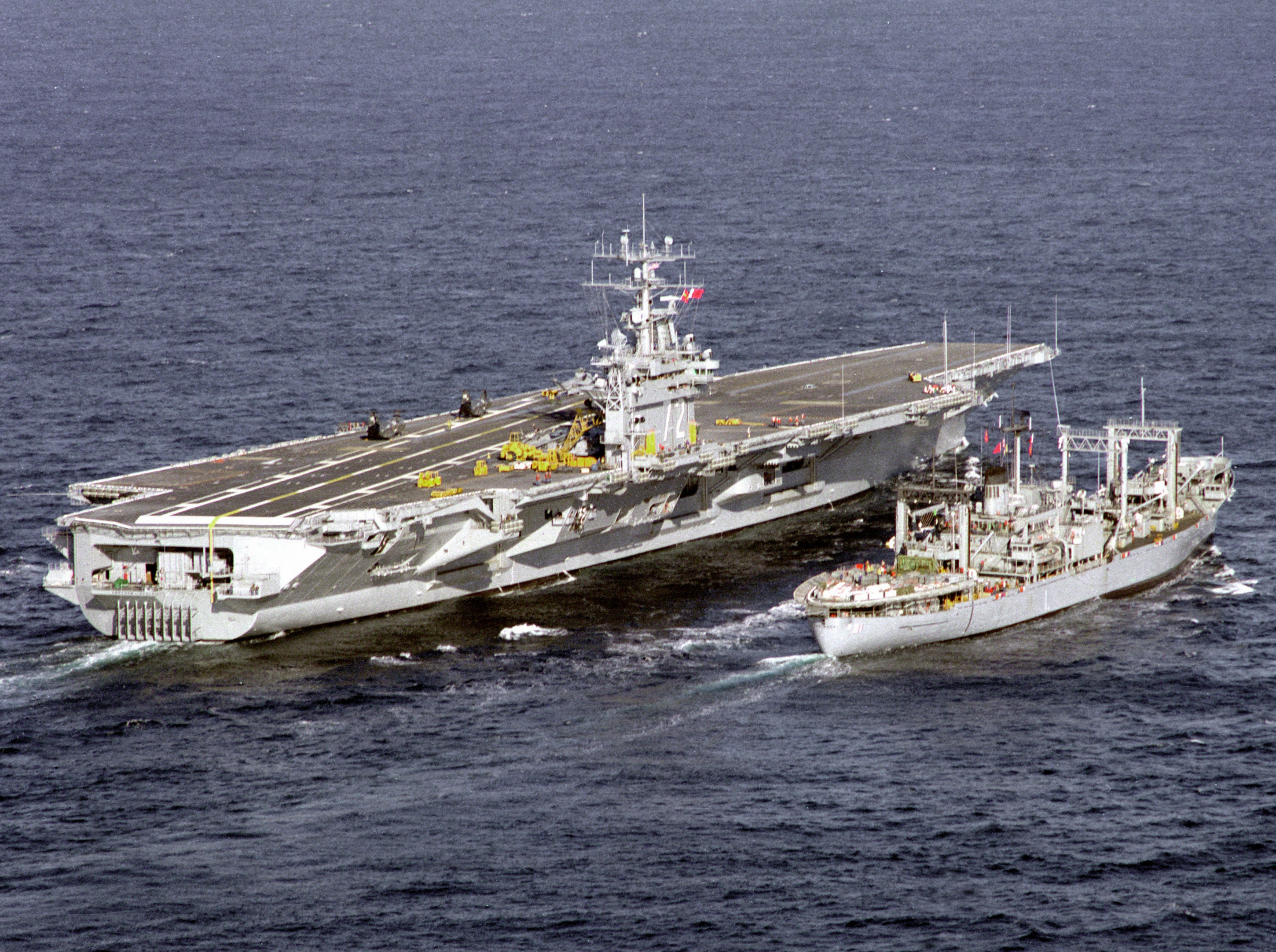
Suribachi s letadlovou lodí USS Abrahm Lincoln (CVN-72)

K překládání munice sloužilo šest zásobovacích stanic, z toho dvě na pravoboku a čtyři na levoboku. Dále byla na každém boku jedna stanice pro překládání jiného nákladu. Při modernizaci FAST byla v 60. letech instalována záďová přistávací plocha pro zásobovací vrtulník.
Výzbroj tvořilo osm 76mm kanónů. Později byla modifikována na čtyři 76mm kanóny a čtyři 12,7mm kulomety. Pohonný systém tvořila jedna turbína a dva kotle o celkovém výkonu 15 980 hp. Nejvyšší rychlost dosahovala 20 uzlů.